# Arctoconopa forcipata
Arctoconopa forcipata is een tweevleugelige uit de familie steltmuggen (Limoniidae). De soort komt voor in het Palearctisch en Nearctisch gebied.